# Chalcoscirtus vietnamensis
Chalcoscirtus vietnamensis är en spindelart som beskrevs av Zabka 1985. Chalcoscirtus vietnamensis ingår i släktet Chalcoscirtus och familjen hoppspindlar. Inga underarter finns listade i Catalogue of Life.